# Энгельс (Костанайская область)
Энгельс — упразднённое село в Узункольском районе Костанайской области Казахстана. Ликвидировано в 2009 году. Входило в состав Фёдоровского сельского округа.
В 1 км к юго-востоку от села находится озеро Курттыколь.

## Население
В 1999 году население села составляло 135 человек (64 мужчины и 71 женщина).